# مارجری تیلر گرین
مارجری تیلر گرین (متولد ۲۷ مه ۱۹۷۴) نماینده کنگره آمریکا، و بیزنسوومن اهل ایالت جورجیا است. او نامزد جمهوریخواه حوزه انتخابیه چهاردهم جورجیا  در انتخابات ۲۰۲۰ بود که در این انتخابات پیروز شد.
رسانه‌های آمریکا او را مدافع و حامی گروه کیوانان معرفی می‌کنند.

## نظرات در سیاست خارجی
در ژوئیه ۲۰۲۵، او اولین جمهوری‌خواهی شد که وضعیت غزه را نسل‌کشی توصیف کرد، پس از اینکه توییتی در توییتر منتشر کرد که رفتار اسرائیل در غزه را محکوم می‌کرد. در تاریخ ۲۷ ژوئیه، او در X نوشت: “من می‌توانم به‌طور قاطع بگویم که آنچه در تاریخ ۷ اکتبر برای مردم بی‌گناه در اسرائیل اتفاق افتاد، وحشتناک بود. همان‌طور که می‌توانم به‌طور قاطع بگویم که آنچه برای مردم و کودکان بی‌گناه در غزه در حال وقوع است، وحشتناک است. این جنگ و بحران انسانی باید به پایان برسد!” او همچنین همکارش، رندی فاین، را به خاطر جشن گرفتن علنی گرسنگی و بمباران فلسطینی‌ها محکوم کرد.